# Plage du Gouret
La plage du Gouret (plus souvent désignée par son nom breton Treac'h er Goured) est la principale plage de l'Île-d'Houat (Morbihan). On l'appelle également la « grande plage ».

## Localisation
Cette plage de sable s'étend sur environ 2,20 km, entre l'ancien port et la pointe d'En Tal.

## Description
Orientée vers l'est-sud-est, elle fait face à l'île d'Hoëdic. À son extrémité nord-est, elle se poursuit par une des rares plages convexes de Bretagne, qui entoure entièrement la pointe d'En Tal. À marée basse, elle est reliée par un isthme à l'îlot d'Er Yoc'h.

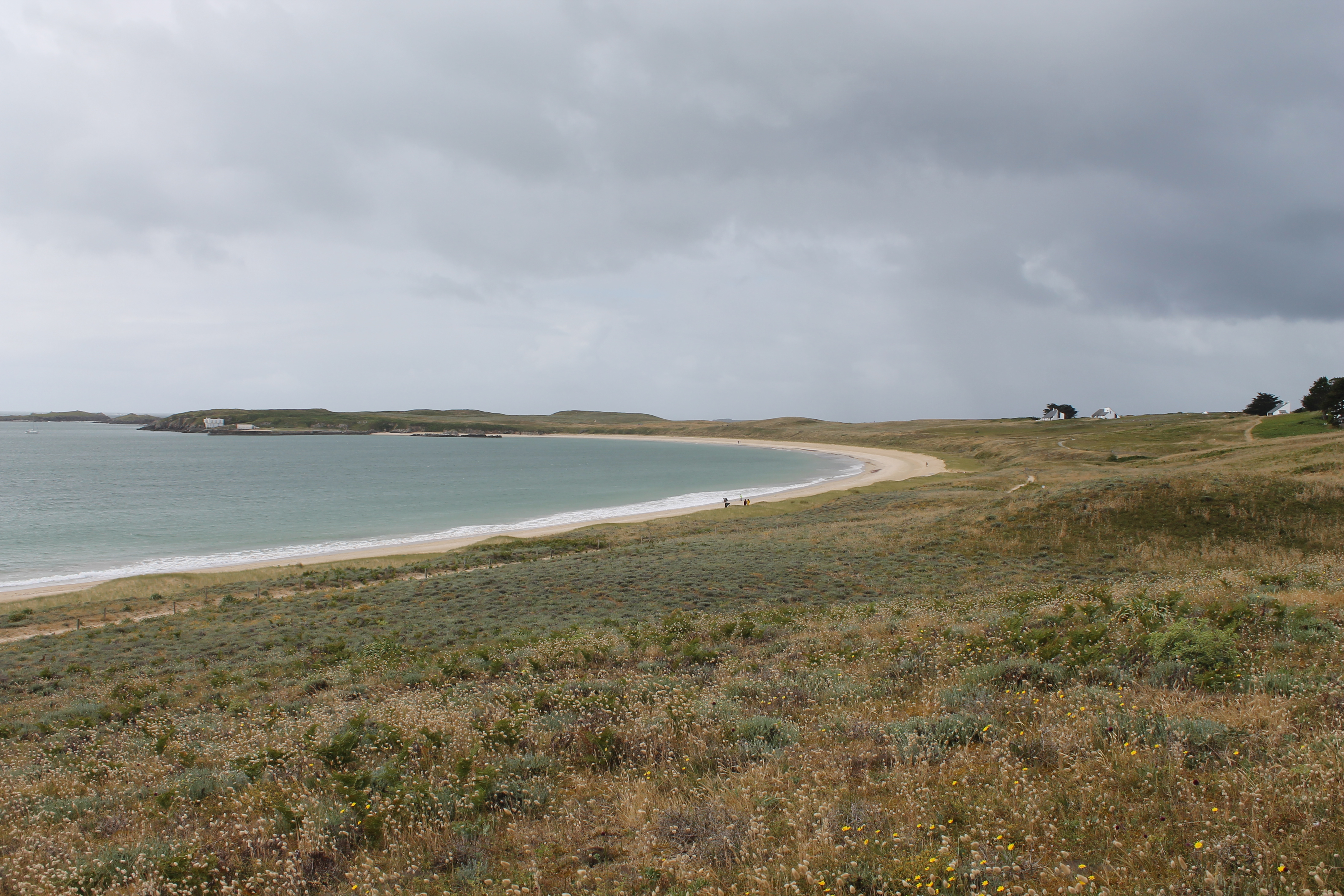
Vue générale de la plage.

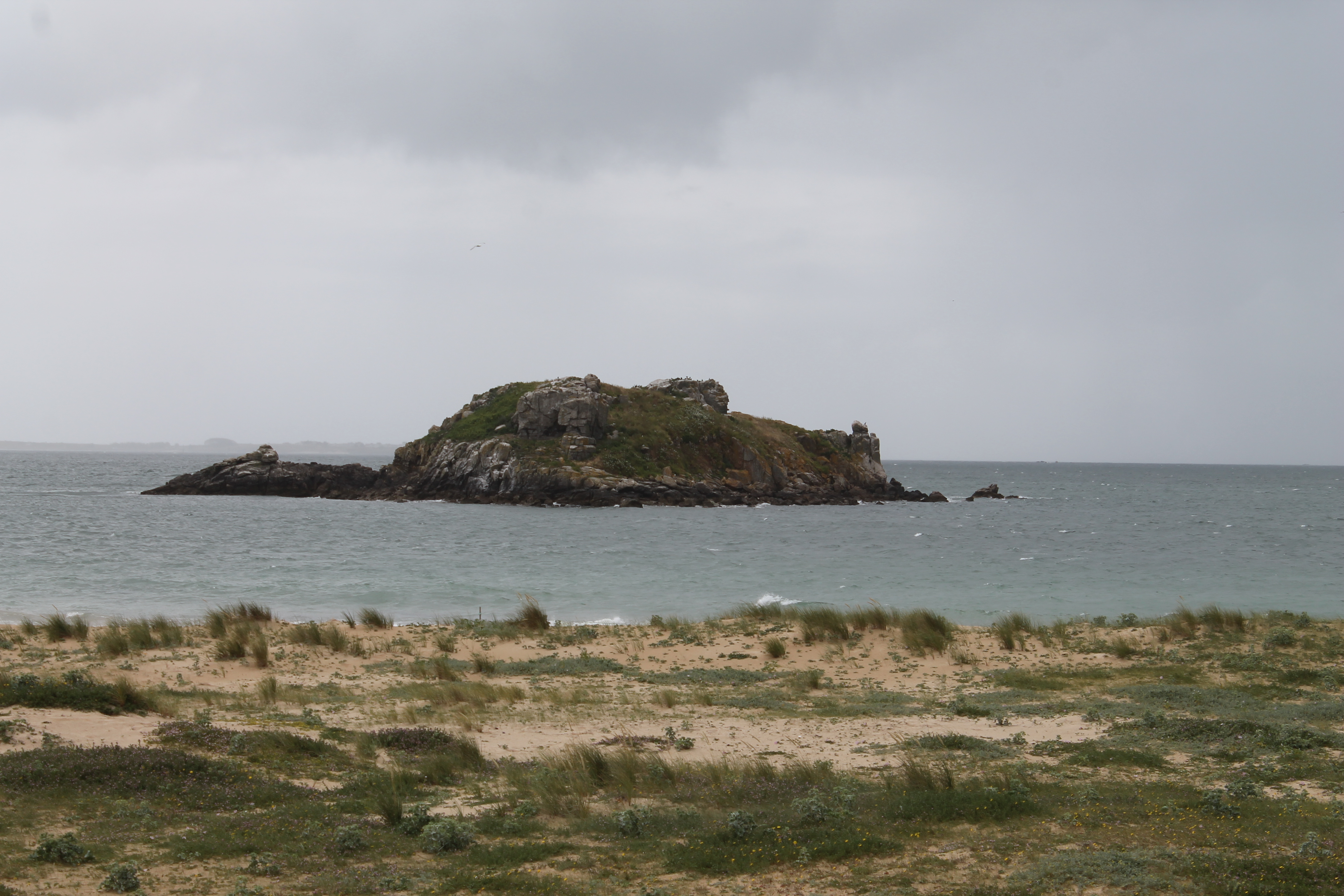
Er Yoc'h, vue des dunes.

La plage est bordée de dunes. Elle appartient en partie au Conservatoire du littoral.